# 聖母の聖ベルナルドゥスへの顕現 (ムリーリョ)
『聖母の聖ベルナルドゥスへの顕現』（せいぼのせいベルナルドゥスへのけんげん、西: Aparición de la Virgen a san Bernardo, 英: The Apparition of the Virgin to Saint Bernard）は、スペインのバロック絵画の巨匠バルトロメ・エステバン・ムリーリョが1655年ごろ、キャンバス上に油彩で制作した絵画である。現在、マドリードのプラド美術館に所蔵されている。作品は、カトリックの神学者クレルヴォーのベルナルドゥスの学問中に起きた奇蹟的な聖母マリアの出現を表しており、驚いた聖ベルナルドゥスは跪いている。背景には彼の書物と机が見える。この絵画はムリーリョの最も重要なテネブリズムの絵画のうちに数えられる。元来、おそらく類似している別の絵画『聖母の聖イルデフォンソへの顕現』と対になっていた。起源については何の記録もないものの、主題と大きさからしておそらく、シトー派修道院のための祭壇画として委嘱されたと思われる。

## 歴史
美術史家たちは制作年について合意しておらず、1655年以前に制作されたとする美術史家もいる一方、1670年以前の制作とする美術史家もいる。プラド美術館では、制作年を1655年ごろとしている。
作品は、1745年に最初にラ・グランハ宮殿においてスペイン王妃エリザベッタ・ファルネーゼのコレクション目録に記録された。それにより、フェリペ5世の宮廷がセビーリャにあった1730年ごろに、作品がエリザベッタ・ファルネーゼにより購入された可能性を示している。

## 作品
本作は、セビーリャの聖ベルナルドゥス病院にあるフアン・デ・ロエラスの同様の作品にもとづいて描かれたと推測されている。両作品には共通のアトリビュート (人物を特定する事物) が見られるからである。しかし、ムリーリョはロエラスの厳めしさにはしたがっておらず、場面をバロック的な壮麗さで描くことを好んだ。
作品は、ベルナルドゥスへの授乳の奇蹟を表している。すなわち、カトリックの神秘的伝統によれば、聖母マリアがクレルヴォーのベルナルドゥスに顕現し、彼の神学の著作への褒章として母乳を出し、与えたという場面である。聖母は、ムリーリョのほとんどの絵画のようにバロック様式で描かれ、天使に取り巻かれている。光輪を背にした彼女は幼子イエス・キリストを腕に抱き、聖ベルナルドゥスを祝福している。
作品は対角線上に構成され、聖ベルナルドゥスの独房と、彼の幻視である聖母が現れる天国との対照を強調している。この対照は明暗によっても表され、特に暗い背景と輝くような聖ベルナルドゥスの白い僧衣に顕著である。背景には、開いた本、本棚、インク壺が見え、本の傍にユリの入った花瓶があるが、ユリは「無原罪の御宿り」を象徴する。床には、司教杖と積まれた本が描かれている。これらの事物はムリーリョの卓越した技法で精密に表現されている。現実の世界と神聖な世界という2つの異なる世界がごく自然に調和しているのがムリーリョの真骨頂といえる。